# Galeodes sabulosus
Galeodes sabulosus är en spindeldjursart som beskrevs av Pocock 1900. Galeodes sabulosus ingår i släktet Galeodes och familjen Galeodidae. Inga underarter finns listade i Catalogue of Life.